# Ai Takano
Ai Takano, nascido Motonari Takano (12 de janeiro de 1951 - 1 de abril de 2006) foi um cantor japonês, muito conhecido pelo publico brasileiro famoso pelo tema de Jaspion ("Ore Ga Seigi Da"). Na mesma série faz as canções "Ryusei no Senshi", "Nefuu Yarou Jaspion" e outras, além dos temas de abertura (citado na frase anterior) e encerramento da série ("Ginga Ookami"). Faleceu no dia 1 de abril de 2006, por insuficiência cardíaca, aos 55 anos.